# Cabillus atripelvicus
Cabillus atripelvicus és una espècie de peix de la família dels gòbids i de l'ordre dels perciformes.

## Morfologia
- Els mascles poden assolir 4,1 cm de longitud total.[4]

## Hàbitat
És un peix marí, de clima temperat i bentopelàgic que viu entre 17-55 m de fondària.

## Distribució geogràfica
Es troba al Japó.

## Observacions
És inofensiu per als humans.